# أمند (شبستر)
أمند هي قرية في مقاطعة شبستر، إيران. عدد سكان هذه القرية هو 2,282 في سنة 2006.